# Harold Fonseca
Harold Geovanny Fonseca Baca (Tegucigalpa, 8 de outubro de 1993) é um futebolista profissional hondurenho que atua como goleiro, atualmente defende o CD Motagua.

## Carreira

### Rio 2016
Harold Fonseca fez parte do elenco da Seleção Hondurenha de Futebol nas Olimpíadas de 2016.